# Люблянський трамвай
Трамвай Любляни — вид рейкового громадського транспорту міста Любляна. Функціонував з 6 вересня 1901 по 20 грудня 1958. Нині час від часу озвучується ідея поновлення та вдосконалення трамвайного руху в Любляні.

## Історія

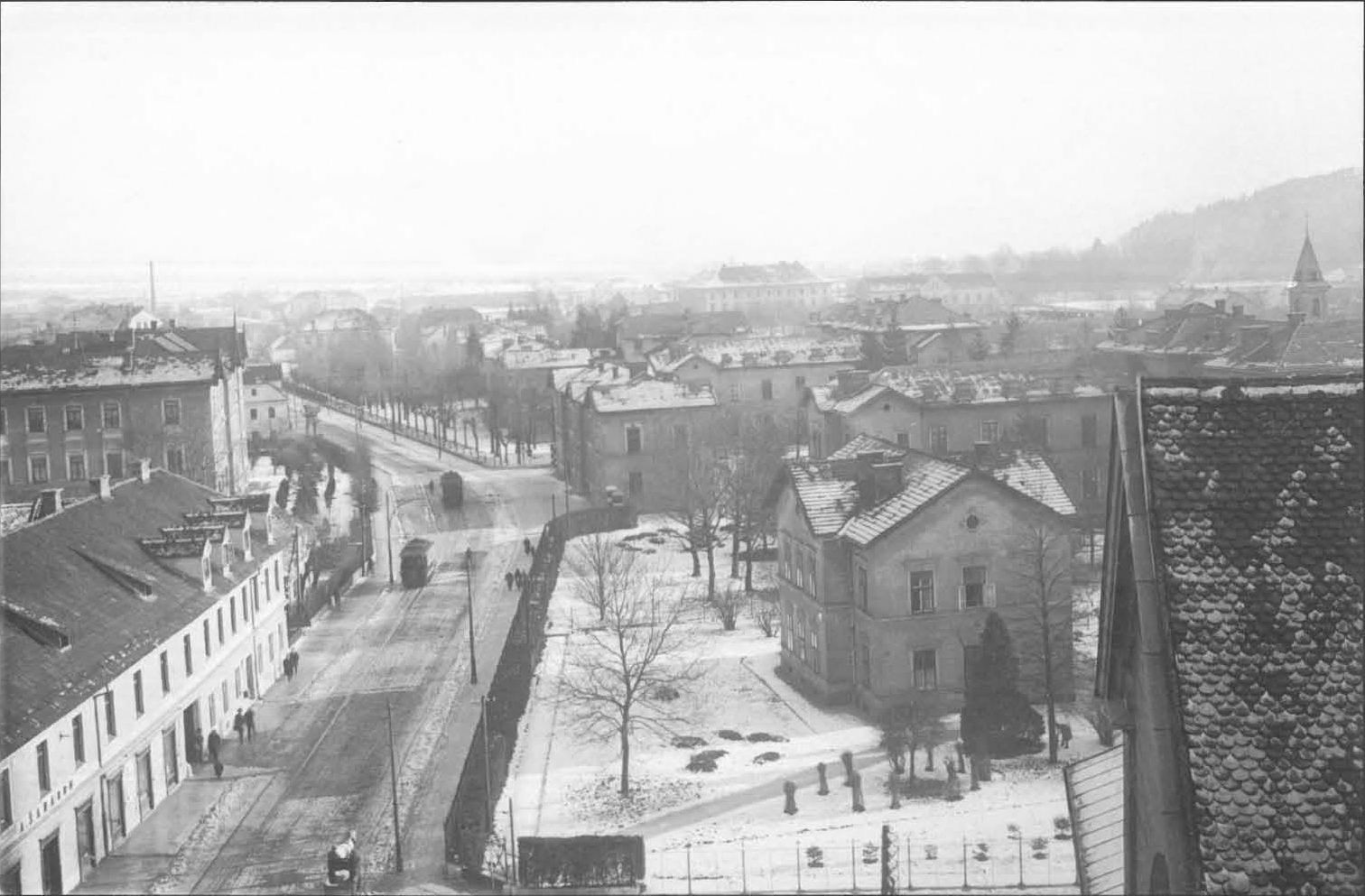
Трамвай на Залозькій вулиці, 1927

1 січня 1900 міський голова Любляни Іван Грибар виступив за введення трамвайного руху в місті. Невдовзі після цього почалися перші проектні роботи, весною 1901 у Водматі було збудовано трамвайне депо та почали прокладатися перші лінії. Влітку цього ж року були проведені випробувальні рейси, після чого 6 вересня 1901 трамваї почали перевозити пасажирів.
Початково трамвайне сполучення складалося з трьох ліній, по яких курсували тринадцять трамвайних вагонів та службовий транспорт. Сукупна довжина трамвайних ліній становила 5220 м; вони були повністю електрифіковані, напруга в мережі становила 500 вольт. Вагони мали кабіни з обох кінців, завдяки чому їх не потрібно було розвертати на кінцевих зупинках. Один вагон міг перевозити близько тридцяти пасажирів, а максимальна швидкість руху складала 30 км/год. 
Трамвайним сполученням в Любляні керувало підприємство Splošna maloželezniška družba, яке, в свою чергу, підпорядковувалося підприємству Siemens & Halske. У перші роки функціонування трамвай не приносив бажаного прибутку, через що на початку 1930-х він був переданий муніципальній компанії Cestna električna železnica. Протягом 1931—40 були прокладені нові лінії та подовжені вже існуючі. Було закуплено також п'ятнадцять нових вагонів, а дев'ять вагонів було сконструйовано в майстернях депо. Останні трамвайні вагони були розроблені інженером Феліксом Лобе.
Протягом першої половини ХХ століття трамвайна мережа збільшилася до більш ніж 21 км, а кількість рухомого складу досягла 53 вагонів. У районі Шишка було збудовано нове трамвайне депо — більш старі вагони відстоювалися на території нинішнього автобусного парку, яка мала назву Remiza або Tramvajkomanda.

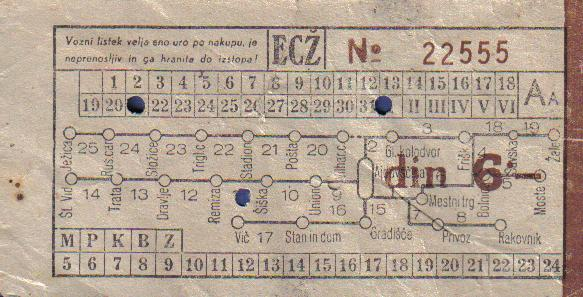
Квиток на трамвай у Любляні (після 1950), на якому зображена схема трамвайних маршрутів (до Єжиці курсували тролейбуси)

Під час Другої світової війни вказівники маршрутів на трамваях були написані двома мовами, робочий день підлаштовувався під комендантську годину, до того ж бракувало запасних частин. Однак при цьому збільшився пасажирський трафік, оскільки проїзд був безкоштовним для італійських військових. Трамвайний маршрут до Шентвида перетинав італійсько-німецький кордон — на Целовецькому шляху знаходився прикордонний блок, який відділяв італійські володіння від німецьких. Німецька адміністрація заборонила рух трамваїв через кордон, внаслідок чого з жовтня 1941 маршрути до Шентвида були ліквідовані або скорочені.
Після закінчення війни були здійснені спроби оновити рухомий склад та лінії, однак було все менше зацікавленості у функціонуванні трамвайного сполучення. У 1951 почав свою роботу міський тролейбус, запуск якого ознаменував початок кінця люблянського трамваю. 20 грудня 1958 трамвай востаннє прокурсував вулицями Любляни — цю подію спостерігали тисячі людей. Після цього досить швидко демонтували трамвайні колії, а вагони продали в Осієк та Суботицю, де вони пропрацювали ще декілька років. Невдовзі після ліквідації трамвайного руху в Любляні з'являлися ідеї поновити його, однак вони так і залишилися не реалізованими.

### Режим роботи
Трамваї в Любляні курсували за двома графіками — зимовим та літнім. Згідно з останнім, трамваї починали свою роботу о 6:00, а завершували о 22:00. Взимку трамваї починали та завершували роботу на півгодини раніше. Інтервал руху трамваїв з 9:00 до 20:00 становив п'ятнадцять хвилин, в інші години інтервал руху становив 7,5 хвилин.

#### Трамвайна мережа в 1905
Сукупна довжина трамвайної мережі у 1905 становила 5220 м.
| № маршруту | Напрямок руху                               |
| ---------- | ------------------------------------------- |
| 1          | Центральна залізнична станція — Магістрат   |
| 2          | (Магістрат) Mestni trg – Військовий шпиталь |
| 3          | Магістрат (Mestni trg) – Доленська станція  |

#### Трамвайна мережа в 1940
Сукупна довжина трамвайної мережі у 1940 становила 21 400 м.
| № маршруту | Напрямок руху                 |
| ---------- | ----------------------------- |
| 1          | Шентвид – Айдовщина – Лікарня |
| 2          | Віч – Айдовщина – Жале        |
| 3          | Магістрат – Раковник          |
| 4          | Головпоштамт – Жале           |

## План відновлення трамвайного руху
У генеральному плані 2008, що регулює розвиток Любляни до 2025, передбачається відновлення трамвайної мережі (вуличної залізниці) як головного пасажирського перевізника. Трамвайний рух має охопити основні магістралі Любляни — Целовецький, Дунайський (Віденський), Шмартненський, Залозький, Барянський та Трієстський шляхи; лінії повинні сполучатися в середмісті.
Орієнтовна вартість проекту — близько 2 млрд євро.